# Alain Rolland
Alain Colm Pierre Rolland (22 de agosto de 1966, Dublín) es un antiguo jugador irlandés de rugby union que ejerce actualmente como árbitro internacional de dicho deporte.

## Trayectoria
Durante su época de jugador ocupaba la posición de medio scrum, ganó los tres encuentros que disputó con Irlanda. Disputó como titular el partido jugado el 27 de octubre de 1990 contra Argentina, y posteriormente como suplente disputó uno contra Italia en 1994 y otro contra Estados Unidos en 1995. 
También ganó 40 encuentro de la Leinster, jugando para el Blackrock College.
Se retiró como jugador con la llegada del profesionalismo reciclándose como árbitro, siendo su primer partido internacional el 19 de septiembre de 2001 en el encuentro que enfrentó a Gales contra Rumania (81-9) en el Millennium Stadium.
Debutó como árbitro en el Seis Naciones seis meses después en la victoria de Francia contra Escocia por 22-10 en Murrayfield. Posteriormente dirigió su primer encuentro del Tri-Nations en julio de 2003, con victoria de Nueva Zelanda 52-16 contra Sudáfrica.
Tanto en 2003 y como en 2007 y 2011 participó en la Copa del Mundo de Rugby, siendo el árbitro de la final de la edición del 2007.